# Namaste-ji
Namasté is een boeddhistische groet en mudra. Het achtervoegsel -ji geeft aan dat een handeling actief bedreven wordt en geeft er bovendien een extra waardigheid aan.
Namasté betekent ongeveer mijn boeddha-natuur groet de boeddha-natuur in jou en is in het boeddhisme een van de vier verheven toestanden van de geest, net als metta: liefdevolle aandacht. In tegenstelling tot metta-ji (het in verheven vorm actief geven van liefdevolle aandacht) kan namaste-ji echter nooit vanuit ego voortkomen.
Namaste-ji wordt doorgaans bereikt als een aantal mensen gezamenlijk mediteert of yoga beoefenent. Het is een staat van zijn, een gemoedstoestand waarin één en al liefde en gelukzaligheid ervaren wordt.
Namaste-ji is een term die vooral in de kum nye en de tantrische yoga gebruikt wordt.